# Armored Core
Armored Core — серія відеоігор жанру симулятора меха, розроблена From Software для PlayStation, PlayStation 2, PlayStation Portable, PlayStation 3, Xbox 360 і мобільних телефонів. Ігри серії є шутерами від третьої особи, де гравець виступає в ролі пілота роботів (мехів) під назвою Armored Core. Перша гра серії, Armored Core, була випущена в 1997 році. Остання гра — Armored Core VI, видана в 2023 році.

## Ігри серії
- Armored Core (1997; PlayStation, PlayStation 3)
  - Armored Core: Project Phantasma (1997; PlayStation)
  - Armored Core: Master of Arena (1999; PlayStation)
- Armored Core 2 (2000; PlayStation 2)
  - Armored Core 2: Another Age (2001; PlayStation 2)
- Armored Core 3 (2002; PlayStation 2, PSP)
  - Silent Line: Armored Core (2003; PlayStation 2)
  - Armored Core: Nexus (2004; PlayStation 2)
  - Armored Core: Nine Breaker (2004; PlayStation 2)
  - Armored Core: Last Raven (2005; PlayStation 2, PSP)
- Armored Core: Formula Front — Extreme Battle (2004; PlayStation 2, PSP)
- Armored Core 4 (2006; PlayStation 3, Xbox 360)
  - Armored Core: For Answer (2008; PlayStation 3, Xbox 360)
- Armored Core V (2012; PlayStation 3, Xbox 360)
  - Armored Core: Verdict Day (2013; PlayStation 3, Xbox 360)
- Armored Core VI (2023; PlayStation 4, PlayStation 5, Xbox Series X|S, Xbox One, Windows)

## Ігровий процес
Елементи ігрового процесу широко варіюються протягом всієї серії, але геймплей в цілому концентрується на німому персонажі гравця, котрий служить як найманець різним організаціям чи окремим особам, виконуючи їхні завдання. Персонаж гравця пілотує бойового меха (Armored Core) для виконання місій, таких як знищення ворожих бойових одиниць/об'єктів або захисту об'єктів від нападу протиборчих сил.
Існують стандартизовані і модульні мехи, що складається з ряду змінних частин. Гравець складає меха згідно з своїми потребами і бажаннями з частин, які отримуються в ході місій, видаються в нагороду, або купляються в магазинах. Гроші, зароблені по закінченню місії, та інші нагороди вираховуються відповідно до отриманих ушкоджень, кількості витрачених боєприпасів, і часу. Деякі місії також пропонують бонуси за завершення побічних завдань.
Мехи Armored Core складаються з таких частин:
- Голова — містить різноманітні датчики, радар та комп'ютер. Головна частина, як правило, легко броньована.
- Ядро — частина торса, де перебуває пілот. Вона останньою знищується під час бою і є найміцнішою.
- Руки — тримають зброю, зазвичай наперед визначену. Важчі руки, як правило, володіють більшою стабільністю і бронею, в той час, як легкі дозволяють робити швидші рухи, наприклад використовувати лазерний ніж. Зброя також може бути вже вбудованою в руки.
- Ноги — частина, за допомогою якої мехи пересувають по землі, представлена не завжди власне ногами. Існують різні типи: двоногі, чотириногі, гусениці. Двоногі поділяються на три підгрупи — легкі, середні і важкі, залежно від надаваної швидкості та енергоспоживання. Ноги з вивернутими назад колінами більш відповідні для стрибків.
- Система контролю вогню — несе боєзапас, буває різних типів, кожен з яких спеціалізується на різного роду зброї.
- Прискорювачі — системи, які дають можливість літати над землею чи ковзати по ній. Вони, як правило, є або ефективними для тривалого використання, або для короткочасних ривків на великих швидкостях.
- Генератор — подає енергію на всі частини меха. Високе споживання енергії робить мех вразливим і навіть призводить до вимкнення систем.
- Зброя — в різних іграх представлений свій набір зброї, від гвинтівок і ракетометів до лазерних гармат. Система невидимості і щит в деяких іграх також належить до зброї.
- Додаткові компоненти — різні модульні блоки, які дають різні ефекти. Кожне Ядро має обмежене число комірок для встановлення таких компонентів[1][2].

## Сетинги
Події ігор серії Armored Core розгортаються в кількох сетингах, не поєднуючись в єдину історію, але події всіх відбуваються у антиутопічному майбутньому, де корпорації правлять залишками людства на спустошеній і забрудненій планеті.
Оригінальний ігровий світ показано в іграх з Armored Core по Armored Core 2: Another Age. Він зображає майбутнє, в якому переважна більшість населення Землі була знищена в війні, названій Великою Руйнацією. Суворі умови, спричинені війною, змусили вцілілих пів століття переховуватися під землею. За цей час дві найбільші корпорації, Chrome і Murakumo Millennium, стали боротися за владу над світом, використовуючи найманців Воронів, що пілотують бойових мехів. Впродовж ігор людство поступово тераформує Марс і заново освоює поверхню Землі.
Armored Core 3 — Armored Core: Last Raven, відбуваються в подібному світі, де вціліле після війни людство живе в підземному місті під контролем штучного інтелекту. Корпорації Mirage, Crest Industries та Kisaragi мають різні погляди на майбутнє людства і не у всьому згідні з ШІ. Разом з тим ШІ все частіше дає збої, що стає приводом для війни між корпораціями. Завдяки найманцям Воронам людство повертається на поверхню, де опиняється за «Лінією мовчання», за якою з невідомих причин зникають всі розвідники. Пізніше, після чергової боротьби корпорацій, Ворони стають миротворцями. Корпорації об'єднуються, але проти них згуртовується частина Воронів, що веде до кількох фіналів у Armored Core: Last Raven.
Armored Core 4 — Armored Core: For Answer показують антиутопічне майбутнє, де світом правлять корпорації, тримаючи населення в колоніях і воюючи між собою за ресурси на забрудненій Землі. Згодом корпорації будують літаючі міста, що мають доступ до чистого повітря, тоді як поверхня планети стає місцем боротьби за ресурси для підтримання їх існування.
Armored Core V — Armored Core: Verdict Day об'єднані постапокаліптичним світом, в якому група повстанців протистоїть загадковому диктаторові Отцеві та його корпорації. В Armored Core: Verdict Day через 100 років Земля поступово очищується завдяки спеціальним баштам, але миру загрожує група невідомих Воронів та безпілотних мехів.
Armored Core VI зображає події на планеті Рубікон-3, яка постраждала від наслідків видобування особливої речовини, що охопило полум'ям планету з околицями. Майже пів століття потому речовина знову виявлена на Рубіконі-3, і корпорації та групи опору почали війну за контроль над нею. Гравці беруть роль незалежного найманця, що стає на бік однієї з фракцій.